# Go Ahead Eagles
Pour les articles homonymes, voir Eagles (homonymie).
Maillots
Actualités
Go Ahead Eagles, parfois uniquement appelé Go Ahead, est un club de football néerlandais basé à Deventer, fondé le 2 décembre 1902.
Club de premier plan du championnat des Pays-Bas de football avant la Seconde Guerre mondiale lorsqu'il remporte quatre titres de champions en 1917, 1922, 1930 et 1933, le club devient professionnel en 1954 et accède à l'Eredivisie en 1963 où il restera 24 saisons consécutives avant de descendre en Eerste Divisie en 1987. Le club joue à nouveau en Eredivisie lors de deux périodes distinctes, entre 1992-1996 et 2013-2015, avant de retrouver ce championnat pour la saison 2016-2017. Considéré comme l'un des premiers clubs ouvriers à être sacré champion des Pays-Bas, le club entretient également une rivalité avec le PEC Zwolle.
Go Ahead Eagles joue ses matchs à domicile à De Adelaarshorst depuis 1920, stade d'une capacité de 9 800 places. Le club est présidé par Edwin Lugt et l'équipe première est entraînée par John Stegeman.

## Historique
Le club est fondé en décembre 1902  sous le nom de Be Quick. Après avoir joué dans deux ligues régionales différentes, Be Quick rejoint en 1906 la NVB et doit changer de nom ainsi que de couleurs. Le club est renommé DVV Go Ahead et adopte un maillot rouge agrémenté d'une bande verticale jaune. Jusqu'alors le club jouait avec un maillot rayé de rouge et de blanc. En 1911, Go Ahead est promu pour la première fois dans la plus haute division régionale,. Le club remporte son premier titre de champion des Pays-Bas en 1917, devenant le premier club ouvrier à réussir cette performance. En 1920, Go Ahead construit son propre stade aux abords de la Vetkampstraat, De Adelaarshorst. Le club est à nouveau sacré champion des Pays-Bas en 1922, 1930 et 1933. Pendant l'entre-deux-guerres, il truste presque toujours le titre de champion régional de l'Est : remportant quinze fois le titre, dont huit fois consécutivement entre 1916 et 1923.
92 ans après son dernier titre, le club remporte la finale de la Coupe des Pays-Bas de football 2025 face à l’AZ Alkmaar. Le match se termine sur le score de 1-1, avant la séance de tirs aux but que Go Ahead Eagles gagne 4-2.

## Stade
Go Ahead Eagles évolue après sa création sur les terrains de l'UD, un autre club de Deventer. L'équipe jouera à partir de 1906 quelques saison
dans le village voisin de Diepenveen, sur un site du hameau De Halve Maan. En 1920, le club fait l'acquisition de terrains le long de la Vetkampstraat et y bâtit De Adelaarshorst où le club évolue encore aujourd'hui.

## Palmarès et résultats

### Palmarès
| Compétitions nationales | Compétitions internationales                                                          |
| --- | ------------------------------------------------------------------------------------- |
| - Championnat des Pays-Bas - Champion (4) : 1917, 1922, 1930 et 1933 - Championnat des Pays-Bas de deuxième division - Vainqueur (1) : 1959 - Coupe des Pays-Bas - Vainqueur (1) : 2025 - Finaliste : 1965 | Anciennes compétitions - Coupe des coupes - Meilleure performance : 1er tour en 1965. |

### Bilan européen
Légende
- Victoire ou qualification pour le tour suivant
- Match nul
- Défaite ou élimination de la compétition

Note : dans les résultats ci-dessous, le score du club est toujours donné en premier.
| Saison    | Compétition                | Tour                | Club                | Domicile | Extérieur | Total     |
| --------- | -------------------------- | ------------------- | ------------------- | -------- | --------- | --------- |
| 1965-1966 | Coupe des coupes           | Seizièmes de finale | Celtic FC           | 0 - 6    | 0 - 1     | 0 - 7     |
| 1966-1967 | International football cup | Groupe A3           | US Foggia           | 2 - 0    | 1 - 0     | Premier   |
| 1966-1967 | International football cup | Groupe A3           | RFC Tilleur         | 3 - 2    | 8 - 0     | Premier   |
| 1966-1967 | International football cup | Groupe A3           | FC Sion             | 6 - 4    | 4 - 2     | Premier   |
| 1966-1967 | International football cup | Quarts de finale    | Inter Bratislava    | 3 - 1    | 0 - 3     | 3 - 4     |
| 1967      | Coupe Intertoto            | Groupe A4           | Lierse SK           | 1 - 2    | 0 - 2     | Quatrième |
| 1967      | Coupe Intertoto            | Groupe A4           | FC Rouen            | 5 - 0    | 3 - 4     | Quatrième |
| 1967      | Coupe Intertoto            | Groupe A4           | FC Granges          | 3 - 1    | 0 - 2     | Quatrième |
| 1969      | Coupe Intertoto            | Groupe 2            | Szombierki Bytom    | 2 - 2    | 0 - 1     | Troisième |
| 1969      | Coupe Intertoto            | Groupe 2            | Östers IF           | 1 - 1    | 2 - 3     | Troisième |
| 1969      | Coupe Intertoto            | Groupe 2            | FC Lugano           | 1 - 1    | 4 - 0     | Troisième |
| 1984      | Coupe Intertoto            | Groupe 4            | Standard de Liège   | 1 - 1    | 2 - 4     | Quatrième |
| 1984      | Coupe Intertoto            | Groupe 4            | OB Odense           | 1 - 1    | 0 - 3     | Quatrième |
| 1984      | Coupe Intertoto            | Groupe 4            | Eintracht Brunswick | 2 - 1    | 1 - 2     | Quatrième |
| 2015-2016 | Ligue Europa               | Premier tour Q      | Ferencváros TC      | 1 - 1    | 1 - 4     | 2 - 5     |
| 2024-2025 | Ligue Conférence           | Deuxième tour Q     | SK Brann            | 0 - 0    | 1 - 2     | 1 - 2     |
| 2025-2026 | Ligue Europa               | Phase de ligue      |                     | -        | -         | -         |
| 2025-2026 | Ligue Europa               | Phase de ligue      |                     | -        | -         | -         |
| 2025-2026 | Ligue Europa               | Phase de ligue      |                     | -        | -         | -         |
| 2025-2026 | Ligue Europa               | Phase de ligue      |                     | -        | -         | -         |
| 2025-2026 | Ligue Europa               | Phase de ligue      |                     | -        | -         | -         |
| 2025-2026 | Ligue Europa               | Phase de ligue      |                     | -        | -         | -         |
| 2025-2026 | Ligue Europa               | Phase de ligue      |                     | -        | -         | -         |
| 2025-2026 | Ligue Europa               | Phase de ligue      |                     | -        | -         | -         |

## Joueurs et personnalités du club

### Entraîneurs
Le tableau suivant présente la liste des entraîneurs du club depuis 1954.
| Rang | Nom                        | Période   |
| ---- | -------------------------- | --------- |
| 1    | Franz Köhler               | 1954-1956 |
| 2    | Gilbert Richmond           | 1957-1962 |
| 3    | František Fadrhonc         | 1962-1970 |
| 4    | Barry Hughes               | 1970-1973 |
| 5    | Jan Notermans              | 1973-1975 |
| 6    | Henk van Brussel           | 1975      |
| 7    | Leo Beenhakker             | 1975-1976 |
| 8    | Henk van Brussel (intérim) | 1976      |
| 9    | Wiel Coerver               | 1976-1977 |
| 10   | Henk van Brussel (intérim) | 1978      |
| 11   | Joop Brand                 | 1978-1980 |

| Rang | Nom             | Période   |
| ---- | --------------- | --------- |
| 12   | Antoine Kohn    | 1980-1981 |
| 13   | Bob Maaskant    | 1981-1983 |
| 14   | Henk Wullems    | 1983-1986 |
| 15   | Nico van Zoghel | 1985-1988 |
| 16   | Mircea Petescu  | 1988      |
| 17   | Fritz Korbach   | 1988-1990 |
| 18   | Henk ten Cate   | 1990      |
| 19   | Jan Versleijen  | 1990-1993 |
| 20   | Henk ten Cate   | 1993-1995 |
| 21   | Ab Fafié        | 1995-1996 |
| 22   | Leo van Veen    | 1996-1997 |

| Rang | Nom                        | Période   |
| ---- | -------------------------- | --------- |
| 23   | Jan van Staa               | 1997-2002 |
| 24   | Theo de Jong               | 2001-2002 |
| 25   | Robert Maaskant            | 2002-2003 |
| 26   | Raymond Libregts           | 2003-2005 |
| 27   | Mike Snoei                 | 2005-2008 |
| 28   | Gerard Somer (intérim)     | 2008      |
| 28   | Andries Ulderink           | 2008-2011 |
| 29   | Joop Gall                  | 2011-2012 |
| 30   | Michel Boerebach (intérim) | 2012      |
| 31   | Jimmy Calderwood           | 2012      |
| 32   | Erik ten Hag               | 2012-2013 |

| Rang | Nom                       | Période             |
| ---- | ------------------------- | ------------------- |
| 33   | Foeke Booy                | 2013-2015           |
| 34   | Dennis Demmers            | 2015-2016           |
| 35   | Hans de Koning            | 2016-mars 2017      |
| 36   | Robert Maaskant (intérim) | mars 2017-juin 2017 |
| 37   | Leon Vlemmings            | 2017-2017           |
| 38   | Jan van Staa              | depuis 2017         |